# Красивомох гігантський
Красивомох гігантський (Calliergon giganteum) — вид мохів порядку гіпнобрієвих (Hypnales).

## Поширення
Ареал охоплює такі частини світу: Європа, Північна Америка, Азія.
Населяє вологі, ± багаті мінералами болота, канави, береги, плавучі чи занурені в озера; від низьких до високих висот.

## Характеристика
Рослини від середніх до великих, коричневі, блідо-рожеві, іноді зелені чи жовтуваті. Стебла рівномірно радіально розгалужені. Стеблові листки широко-яйцювато-серцеподібні. Вид дводомний. Спори 15–21 мкм.